# Serinus frontalis
Serinus frontalis là một loài chim trong họ Fringillidae.